# Kościół św. Trójcy w Mogielnicy
Kościół Świętej Trójcy w Mogielnicy – rzymskokatolicki kościół filialny należący do dekanatu mogielnickiego archidiecezji warszawskiej.
Jest najstarszym obiektem w Mogielnicy. Świątynia mieści się na cmentarzu grzebalnym. Pierwsza wzmianka o niej datowana jest na rok 1535. Wybudowana została w XVII wieku. Po 1820 przeszła gruntowną restaurację. Jest to budowla drewniana, posiadająca konstrukcję zrębową, wzmocnioną listwami, oszalowana. W ołtarzu głównym jest umieszczony obraz Najświętszej Trójcy. W nawie po prawej stronie są umieszczone obrazy: św. Rodziny i św. Franciszka. W nawie po lewej stronie są umieszczone obrazy: Opatrzności Bożej i św. Judy Tadeusza. Do wyposażenia należą także trzy krzyże ołtarzowe: barokowy, drewniany z XVIII stulecia, klasycystyczny cynowy z 1 połowy XIX stulecia, mosiężny z XIX stulecia, skrzynia z okuciami żelaznymi wykonana w XVIII wieku i dwa lichtarze.